# L'Aigle
L'Aigle è un comune francese di 8 361 abitanti situato nel dipartimento dell'Orne nella regione della Normandia.

## Storia

### Origini
L'Aigle nacque lungo il corso del fiume Risle che ne divenne l'elemento dominante dell'abitato, come lo dimostrate la sua prima appellazione conosciuta di Bec Ham. Infatti questo nome di origine scandinava, forse a testimonianza della presenza dei vichinghi in quest'area, è composto da Bec, ruscello, e Ham, abitazione.
I primi elementi storici concreti appartengono all'XI secolo, sarà con il suo primo barone, Fulbert de Beina, che l'abitato acquista la sua identità e che inizia la sua storia conosciuta. Infatti verso il 1010 il barone de Beina costruì una fortezza nel luogo in cui, secondo la tradizione, fu scoperto un nido d'aquila, e decise di dare il nome di L'Aigle (L'Aquila appunto) alla fortezza, poi ereditato dalla cittadina.

### Dal Medioevo alla Rivoluzione

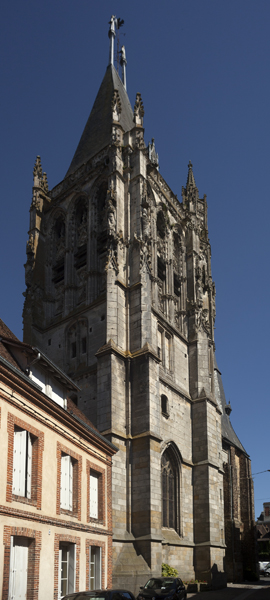
Il campanile di San Martino, simbolo della floridezza del XV secolo.

Nel 1077, quando Guglielmo il Conquistatore è a L'Aigle per preparare una spedizione contro Rotrou II du Perche, scoppia una disputa fra i figli di Guglielmo che porta alla ribellione di Roberto Cosciacorta contro suo padre.
Nel 1119, in guerra contro Enrico il chierico, Luigi VI di Francia prende la città, che era incendiata, e ne affida la guardia a Ugo II di Châteauneuf, il potente e bellicoso signore della vicina regione del Thymerais.
La baronia dell'Agile, fondatrice dell'abitato, si estingue dopo 225 anni con Richer IV. Verso il 1235, L'Aigle passa sotto il controllo di un ramo della casa ducale di Bretagna, che la terranno per più di tre secoli. Anche se L'Aigle non è mai stata una delle città più importanti della Normandia, ne divenne uno dei luoghi primari di frontiera fra i re di Francia e quelli d'Inghilterra, che se la contesero senza tregua assediandola più volte.
L'8 gennaio 1354, il Connestabile di Francia Carlo de La Cerda viene assassinato a L'Aigle dagli uomini di Carlo il Malvagio, re di Navarra. Nel frattempo la cittadina si estese dentro una seconda cinta muraria, che, tuttavia, non impedì agli Inglesi di prenderne possesso e demolirne la fortezza durante la Guerra dei Cent'anni.
Dopo il lungo periodo di miseria e rovine legato alla guerra, L'Aigle si riprende e prospera grazie alle sue fucine e alla piccola metallurgia, legate alla fabbricazione di spilli. Il bel campanile gotico di San Martino ne testimonia la floridezza di questo periodo.
Verso il 1554, durante le terribili Guerre di religione, il territorio dell'Agile passa alla famiglia d'Aubray, ma la cittadina non scamperà alle torbide vicende del periodo.
Alla fine del XVII secolo, il marchese Louis des Acres fa costruire un castello barocco sul sito dell'antica fortezza. La costruzione, iniziata nel 1690 sui piani del grande architetto di corte Jules Hardouin Mansart, sarà terminata quarant'anni dopo con Jacques Louis des Acres, terzo marchese dell'Aigle. Durante la Rivoluzione francese L'Aigle fu capoluogo di distretto; e nel 1792 il castello fu venduto e l'ultimo marchese des Acres fu ghigliottinato ad Alençon.

### Era industriale e contemporanea
Il XIX secolo è globalmente un periodo di forte evoluzione. La cittadina prospera e cresce, sotto l'Impero napoleonico le industrie riprendono a pieno la loro attività. Il nome di L'Aigle resterà legato alla sua tradizione di fabbricazione di spilli e di aghi, e al nome della famiglia Bohlin, primi industriali locali. Nel'800 circa seimila persone erano impiegate in quest'attività.
Il XX secolo è tragicamente marcato dai due conflitti mondiali. Circa duecento soldati cittadini morirono durante la guerra del 1914-18. La Seconda guerra mondiale colpì sia gli uomini che la cittadina, soprattutto durante il bombardamento del 7 giugno 1944 che fece 150 vittime e importanti danni. L'Aigle fu liberata il 22 giugno 1944 dalle truppe del reggimento britannico dell'Inns of Court.

## Monumenti e luoghi d'interesse

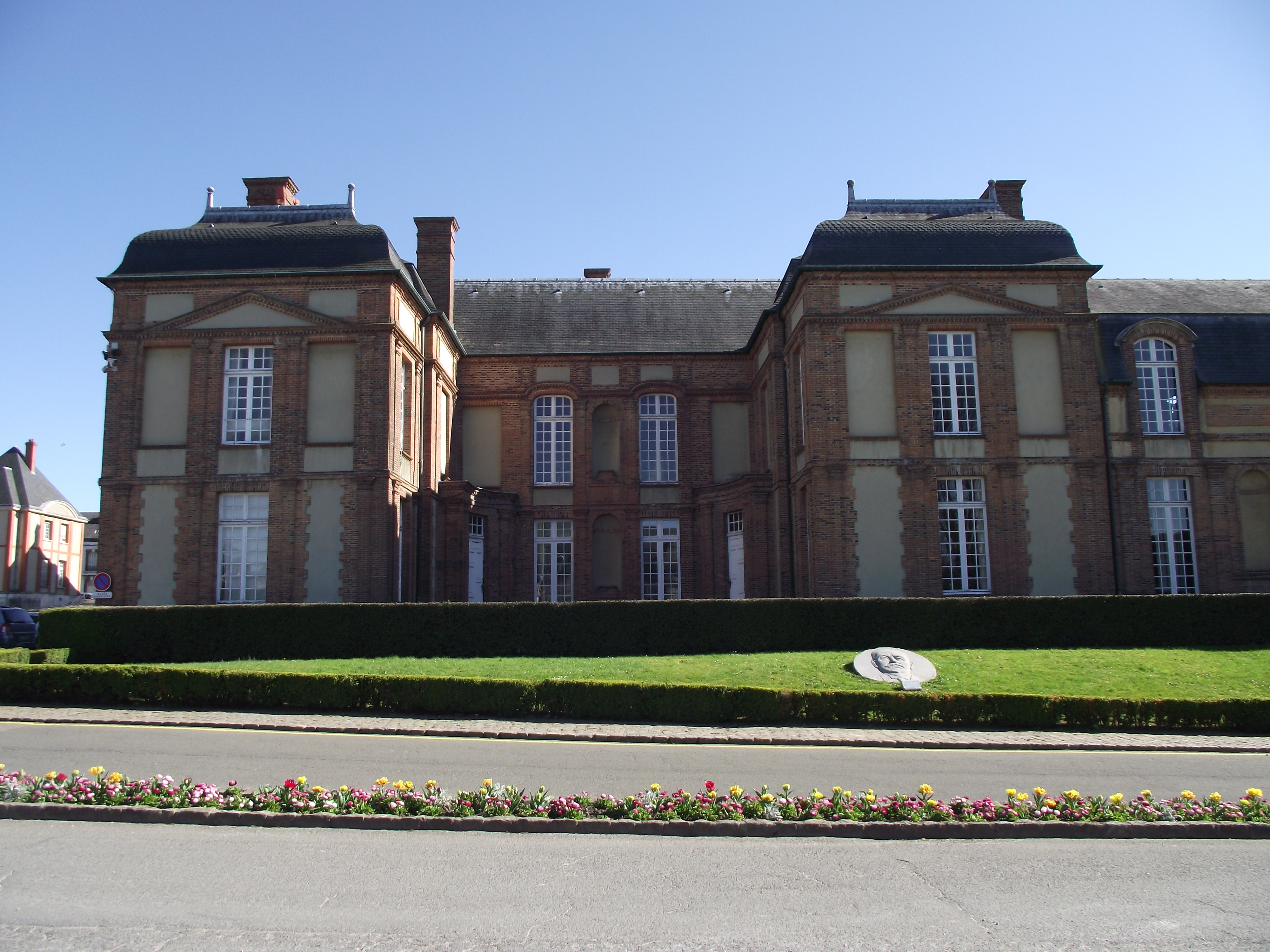
Il barocco Castello dell'Aigle.

- La Chiesa di San Martino è l'edificio più importante della cittadina, costruito a partire dall'IX secolo e ingrandito nel XV secolo in stile gotico fiammeggiante, quando ricevette l'alta torre ispirata alla Tour de Beurre di Rouen.
- Il Castello dell'Aigle, costruito dal marchese Louis des Acres sul sito dell'antica fortezza. Oggi Municipio è un grande palazzo barocco iniziato nel 1690 sui piani del grande architetto di corte Jules Hardouin Mansart[3] e terminato nel 1730.
- Hôtel Colombel de la Rousselière. Palazzo fatto costruire in stile barocco fra il 1770 e il 1775 dal ricco spilliere Pierre Nicolas Collombel[4].
- La Chiesa di San Giovanni Battista, del XV-XVI secolo.
- La Chiesa di San Bartolomeo, del XII secolo.

## Il meteorite caduto il 26 aprile 1803
Il comune è famoso per la caduta avvenuta il 26 aprile 1803 di un meteorite e della conseguente pioggia di più di tre mila pietre in una vasta area di circa 6000 ettari fra L'Aigle e Glos-la-Ferrière, con un campo di dispersione ellittico di 8 km su 4. 
Il fisico e matematico Jean-Baptiste Biot proverà l'origine extra-terrestre delle meteoriti questo evento ha permesso di accertare definitivamente la realtà della caduta di pietre dal cielo segnando così la nascita della Meteoritica.

## Società

### Evoluzione demografica
Abitanti censiti

## Amministrazione

### Gemellaggi
- Aigle
- Clausthal-Zellerfeld
- Spišská Nová Ves